# Alopoglossidae
Alopoglossidae – monotypowa rodzina jaszczurek z nadrodziny Gymnophthalmoidea w obrębie rzędu łuskonośnych (Squamata).

## Rozmieszczenie geograficzne
Rodzina obejmuje gatunki występujące w Ameryce Centralnej (Kostaryka i Panama) i Południowej (Kolumbia, Wenezuela, Gujana, Surinam, Gujana Francuska, Brazylia, Ekwador, Peru i Boliwia).

## Systematyka
Rodzinę wyróżnił w 2016 roku międzynarodowy zespół herpetologów – Hiszpanie Noemí Goicoechea, Ignacio J. De la Riva i José Manuel Padial, Amerykanie Darrel Richmond Frost i Jack Walter Sites oraz Brazylijczycy Katia Cristina Machado Pellegrino i Miguel Trefaut Rodrigues – w artykule zatytułowanym Systematyka molekularna jaszczurek tejowatych (Teioidea/Gymnophthalmoidea: Squamata) na podstawie analizy 48 loci w ramach porównań drzew filogenetycznych i porównań podobieństwa, opublikowanym w czasopiśmie „Cladistics”. Rodzaj Alopoglossus zdefiniował w 1885 roku belgijsko-brytyjski zoolog George Albert Boulenger w publikacji własnego autorstwa zatytułowanej Katalog jaszczurek w Muzeum Brytyjskim (Historii Naturalnej). Gatunkiem typowym jest (późniejsze oznaczenie) Alopoglossus copii.

### Etymologia
- Alopoglossus: gr. αλωπος alōpos ‘jak lis’ (tj. w kolorze lisa, rudy), od αλωπηξ alōpēx, αλωπεκος alōpekos ‘lis’[8]; γλωσσα glōssa ‘język’[9].
- Ptychoglossus: gr. πτυξ ptux, πτυχος ptukhos ‘fałda, warstwa’, od πτυσσω ptussō ‘sfałdować’[10]; γλωσσα glōssa ‘język’[9]. Gatunek typowy (oznaczenie monotypowe): Ptychoglossus bilineatus Boulenger, 1890.
- Diastemalepis: gr. διαστημα diastēma ‘odległość, przerwa’[11]; λεπις lepis, λεπιδος lepidos ‘łuska, płytka’, od λεπω lepō ‘łuszczyć’[12]. Gatunek typowy (oznaczenie monotypowe): Diastemalepis festae Peracca, 1896.
- Gonioptychus: gr. γωνια gōnia ‘kąt, róg’[13]; πτυξ ptux, πτυχος ptukhos ‘fałda, warstwa’, od πτυσσω ptussō ‘sfałdować’[10]. Gatunek typowy (oznaczenie monotypowe): Gonioptychus bicolor Werner, 1916.

### Podział systematyczny
Z analizy filogenetycznej przeprowadzonej przez Moralesa i współpracowników (2020) wynika, że przedstawiciele rodzaju Ptychoglossus nie tworzą kladu, do którego nie należeliby również przedstawiciele rodzaju Alopoglossus; na tej podstawie autorzy uznali rodzaj Ptychoglossus za młodszy synonim rodzaju Alopoglossus i przenieśli do tego ostatniego rodzaju gatunki zaliczane we wcześniejszych publikacjach do rodzaju Ptychoglossus; w takim ujęciu do rodziny należy jeden rodzaj Alopoglossus wraz z następującymi gatunkami: 

- Alopoglossus amazonius Ruthven, 1924
- Alopoglossus andeanus Ruibal, 1952
- Alopoglossus angulatus (Linnaeus, 1758)
- Alopoglossus atriventris Duellman, 1973
- Alopoglossus avilapiresae Ribeiro-Júnior, Choueri, Lobos, Venegas, Torres-Carvajal & Werneck, 2020
- Alopoglossus bicolor (Werner, 1916)
- Alopoglossus bilineatus (Boulenger, 1890)
- Alopoglossus brevifrontalis (Boulenger, 1912)
- Alopoglossus buckleyi (O’Shaughnessy, 1881)
- Alopoglossus carinicaudatus (Cope, 1876)
- Alopoglossus collii Ribeiro-Júnior, Choueri, Lobos, Venegas, Torres-Carvajal & Werneck, 2020
- Alopoglossus copii Boulenger, 1885
- Alopoglossus danieli (Harris, 1994)
- Alopoglossus embera Peloso & Morales, 2017
- Alopoglossus eurylepis (Harris & Rueda, 1985)
- Alopoglossus festae (Peracca, 1896)
- Alopoglossus gansorum Ribeiro-Júnior, Sánchez-Martínez, Moraes, Costa De Oliveira, Carvalho, Choueri, Werneck & Meiri, 2021
- Alopoglossus gorgonae (Harris, 1994)
- Alopoglossus grandisquamatus (Rueda, 1985)
- Alopoglossus harrisi Hernández-Morales, Sturaro, Sales-Nunes, Lotzkat & Peloso, 2020
- Alopoglossus indigenorum Ribeiro-Júnior, Sánchez-Martínez, Moraes, Costa De Oliveira, Carvalho, Choueri, Werneck & Meiri, 2021
- Alopoglossus kugleri (Roux, 1927)
- Alopoglossus lehmanni Ayala & Harris, 1984
- Alopoglossus meloi Ribeiro-Júnior, 2018
- Alopoglossus myersi (Harris, 1994)
- Alopoglossus plicatus Taylor, 1949
- Alopoglossus romaleos (Harris, 1994)
- Alopoglossus stenolepis (Boulenger, 1908)
- Alopoglossus tapajosensis Ribeiro-Júnior, Sánchez-Martínez, Moraes, Costa De Oliveira, Carvalho, Choueri, Werneck & Meiri, 2021
- Alopoglossus theodorusi Ribeiro-Júnior, Meiri & Fouqet, 2020
- Alopoglossus vallensis (Harris, 1994)
- Alopoglossus viridiceps Torres-Carvajal & Lobos, 2014